# Yanshiling Shuiku
Yanshiling Shuiku är en reservoar i Kina. Den ligger i provinsen Zhejiang, i den östra delen av landet, omkring 59 kilometer väster om provinshuvudstaden Hangzhou. I omgivningarna runt Yanshiling Shuiku växer i huvudsak blandskog.
Genomsnittlig årsnederbörd är 2 207 millimeter. Den regnigaste månaden är juni, med i genomsnitt 474 mm nederbörd, och den torraste är januari, med 82 mm nederbörd.